# Acrefia
Acrefia sau Acrifia (în greacă veche Ἀκραιφία) a fost un polis al Boetiei antice din muntele Ptoion pe malul răsăritean al lacului Copais.